# Гинилевич Степан Володимирович
Степан Гинилевич (псевдо: «Дубик»; 21 серпня 1900, с. Вовковия, Гміна Солина, Ліський повіт, тепер Польща — після 15 березня 1939, с. Торунь, Карпатська Україна) — активний член ОУН, командант станиці національної оборони Карпатської України в Торуні.

## Життєпис
Народився 21 серпня 1900 року у селі Вовковия (тепер у складі Польщі) у патріотичній родині. Його батько Володимир і 3 брати були вояками УГА (серед них Ярослав Гинилевич).

### Діяльність в УВО та ОУН
Активний член УВО та ОУН. Працював адміністратором у газеті Український голос в Перемишлі. Також був утримувачем і розпорядником спеціального фонду ОУН. Обидва напрямки діяльності сам співфінансував із власних коштів, про що розповідає у своїх спогадах його товариш Василь Качмар : 
| З доручення полк. Євгена Коновальця, в деяких українських банках, чи пак ощадностевих касах, зложено було невеликі грошеві суми на так звані "наглі видатки" організації в краю. Також у Перемишлі був такий депозит і ним завідував Степан Гинилевич. Людина це була ідейна і вірна своїй організації, майже ввесь свій маєток, що його дістав у спадщині від батька, роздав він на організаційні цілі. Зокрема фінансував він часопис "Український Голос" у Перемишлі, що від 1929 року був виразником української націоналістичної думки в Галичині. В тому часописі він зовсім безкоштовно працював адміністратором. З фонду "наглих потреб" Степан Гинилевич виплачував дрібні допомоги членам УВО, що вийшли з тюрми хворі, або внаслідок польських переслідувань не могли знайти собі пристановища.[1] |

### В Карпатській Січі
Наприкінці 1938 — початку 1939 разом із Степаном Фігурою займався організацією збройних сил Карпатської України у теперішньому Міжгірському районі. Центр станиці знаходився у селі Торунь. Січовики активно боролися проти польських диверсантів, які переходили кордон та тероризували місцеве населення.
Відомий письменник та діяч Карпатської України Василь Ґренджа-Донський так писав про Степана Гинилевича: 
| Комендантом торунських січовиків був чотар С. Дубик, один з найкращих січових бойових провідників, вроджений стратег, знаменитий вояк і добрий товариш. З кількадесятьма січовиками місяцями боронив він пограниччя перед польськими терористами, задавши останнім в багатьох випадках значні втрати.[2] |
14 березня 1939 року взяв активну участь у боях проти чеських військ і поліції, які відмовлялись віддати зброю. Були роззброєні станиці жандармерії в Торуні та Воловому.
Вже наступного 15 березня загін під керівництвом Степана Фігури та Гинилевича відбив наступ польських відділів, які перейшли кордон країни : 
| Уночі проти 15 березня польські відділи, які перейшли були кордон коло Торуня у кількості коло 250 вояків, січовики відбили. Мости вздовж польського кордону понищено за наказом команди Січі... На цьому відтинку операціями керує командант Січі у Торуні четар Дубик разом із районовим командантом Фігурою.[3] |
15 березня 1939 о 14.30 наказом військового міністра уряду Степана Клочурака був призначений окружним командантом Карпатської Січі у Воловому замість Степана Фігури.
Загинув після 15 березня від рук польських прикордонників або угорських військових.

## Можливе знайдення останків Гинилевича
У 2008 році під час розкопок поховання січовиків поблизу села Верб'яж Воловецького району було знайдено залишки загиблого в офіцерській формі та із портупеєю. На думку Євгена Стахіва ці останки належать Степану Гинилевичу, який носив відповідну форму та офіцерську портупею.